# 114 Dywizja Strzelecka (ZSRR)
114 Dywizja Strzelecka (ros. 114-я стрелковая дивизия) – związek taktyczny piechoty Armii Czerwionej.
Sformowana 4.07.1939 w Zabajkalskim Okręgu Wojskowym.

## Struktura organizacyjna
- 363 Pułk Strzelecki
- 536 Pułk Strzelecki
- 763 Pułk Strzelecki
- 405 Pułk Artylerii Lekkiej
- 480 Pułk Artylerii Haubic (do 16.01.1942)